# Bedtime (serie televisiva)
Bedtime è una commedia drammatica britannica del 2001 e trasmessa dalla BBC dal mese di agosto del 2001 sino al mese di dicembre del 2003, per un totale di quindici episodi. A parte l'ultima stagione che è composta da tre episodi, le altre due sono formate da sei episodi ciascuna. Delle prime due stagioni è stato distribuito sul mercato anche un DVD.

## Trama
Ambienta mezz'ora prima di andare a dormire, questa serie unica si svolge a porte chiuse per offrire uno sguardo rivelatore  e molto divertente alle conversazioni notturne tra mariti e mogli, padri e figli e altro ancora.

## Episodi
| Stagioni         | Episodi | Prima TV originale | Prima TV italiana |
| ---------------- | ------- | ------------------ | ----------------- |
| Prima stagione   | 6       | 2001               |                   |
| Seconda stagione | 6       | 2002               |                   |
| Terza stagione   | 3       | 2003               |                   |